# Les Illuminations (Britten)
Les Illuminations (Le Illuminazioni), Op. 18, è un ciclo di canzoni di Benjamin Britten, eseguito per la prima volta nel 1940. È composto per soprano o tenore solista e orchestra d'archi ed è basato su versi e poesie in prosa scritte nel 1872-1873 da Arthur Rimbaud, parte della sua collezione Illuminazioni.

## Storia
Britten iniziò a scrivere il ciclo nel Suffolk nel marzo del 1939 e lo completò qualche mese dopo negli Stati Uniti. Fu il primo dei suoi cicli di canzoni ad ottenere una popolarità diffusa. Il ciclo era stato originariamente scritto per un soprano; Il biografo di Britten, David Matthews, commenta che l'opera è "molto più sensuale quando cantata dalla voce di soprano per la quale sono state concepite le canzoni". Tuttavia il lavoro può essere, e più spesso lo è, cantato da un tenore: Britten diresse il pezzo con Peter Pears come solista entro due anni dalla prima. Pears era il dedicatario della canzone "Being Beauteous". Wulff Scherchen era il dedicatario della canzone "Antique". Entrambi gli uomini erano in relazioni sentimentali con Britten.
La prima esecuzione del ciclo fu data il 30 gennaio 1940 alla Aeolian Hall di Londra da Sophie Wyss, alla quale il ciclo è dedicato. (Ci sono anche dediche per singole sezioni.) Boyd Neel diresse la sua orchestra d'archi.

## Struttura
Il lavoro richiede circa 21 minuti per l'esecuzione. Le nove sezioni sono:
- 1. Fanfare
- 2. Villes
- 3a and 3b. Phrase and Antique
- 4. Royauté
- 5. Marine
- 6. Interlude
- 7. Being beauteous
- 8. Parade
- 9. Départ

Il lavoro inizia con una sola frase (tratta dal poema "Parade") "J'ai seul la clef de cette parade sauvage" ("Solo io ho la chiave di questa parata selvaggia"). Apparentemente, Britten assume questa frase per significare che solo l'artista, osservando il mondo con distacco, può dare un senso alla "parata selvaggia" che è la vita umana. La frase viene cantata tre volte durante il ciclo.
1. Fanfare
J'ai seul la clef de cette parade sauvage.
2. Villes
Ce sont des villes! C'est un peuple pour qui se sont montés ces Alleghanys et ces Libans de rêve! Des chalets de cristal et de bois se meuvent sur des rails et des poulies invisibles. Les vieux cratères ceints de colosses et de palmiers de cuivre rugissent mélodieusement dans les feux…Des cortèges de Mabs en robes rousses, opalines, montent des ravines. Là-haut, les pieds dans la cascade et les ronces, les cerfs tettent Diane. Les Bacchantes des banlieues sanglotent et la lune brûle et hurle. Vénus entre dans les cavernes des forgerons et des ermites. Des groupes de beffrois chantent les idées des peuples. Des châteaux bâtis en os sort la musique inconnue…Le paradis des orages s'effondre…Les sauvages dansent sans cesse la fête de la nuit…
Quels bons bras, quelle belle heure me rendront cette région d'où viennent mes sommeils et mes moindres mouvements?
3a. Phrase
J'ai tendu des cordes de clocher à clocher; des guirlandes de fenêtre à fenêtre; des chaînes d'or d'étoile à étoile, et je danse.
3b. Antique
Gracieux fils de Pan! Autour de ton front couronné de fleurettes et de baies, tes yeux, des boules précieuses, remuent. Tachées de lies brunes, tes joues se creusent. Tes crocs luisent. Ta poitrine ressemble à une cithare, des tintements circulent dans tes bras blonds. Ton cœur bat dans ce ventre où dort le double sexe. Promène-toi, la nuit, en mouvant doucement cette cuisse, cette seconde cuisse et cette jambe de gauche.
4. Royauté
Un beau matin, chez un peuple fort doux, un homme et une femme superbes criaient sur la place publique: "Mes amis, je veux qu'elle soit reine!" "Je veux être reine!" Elle riait et tremblait. Il parlait aux amis de révélation, d'épreuve terminée. Ils se pâmaient l'un contre l'autre.
En effet ils furent rois toute une matinée où les tentures carminées se relevèrent sur les maisons, et toute l'après-midi, où ils s'avancèrent du côté des jardins de palmes.
5. Marine
Les chars d'argent et de cuivre—

Les proues d'acier et d'argent—

Battent l'écume,—

Soulèvent les souches des ronces.

Les courants de la lande,

Et les ornières immenses du reflux,

Filent circulairement vers l'est,

Vers les piliers de la forêt,

Vers les fûts de la jetée,

Dont l'angle est heurté par des tourbillons de lumière.
6. Interlude
J'ai seul la clef de cette parade sauvage.
7. Being Beauteous
Devant une neige un Être de Beauté de haute taille. Des sifflements de morts et des cercles de musique sourde font monter, s'élargir et trembler comme un spectre ce corps adoré: des blessures écarlates et noires éclatent dans les chairs superbes. Les couleurs propres de la vie se foncent, dansent, et se dégagent autour de la Vision, sur le chantier. Et les frissons s'élèvent et grondent, et la saveur forcenée de ces effets se chargeant avec les sifflements mortels et les rauques musiques que le monde, loin derrière nous, lance sur notre mère de beauté, —elle recule, elle se dresse. Oh! nos os sont revêtus d'un nouveau corps amoureux.
O la face cendrée, l'écusson de crin, les bras de cristal! Le canon sur lequel je dois m'abattre à travers la mêlée des arbres et de l'air léger!
8. Parade
Des drôles très solides. Plusieurs ont exploité vos mondes. Sans besoins, et peu pressés de mettre en œuvre leurs brillantes facultés et leur expérience de vos consciences. Quels hommes mûrs! Des yeux hébétés à la façon de la nuit d'été, rouges et noirs, tricolorés, d'acier piqué d'étoiles d'or; des facies déformés, plombés, blêmis, incendiés; des enrouements folâtres! La démarche cruelle des oripeaux! Il y a quelques jeunes…
O le plus violent Paradis de la grimace enragée!…Chinois, Hottentots, bohémiens, niais, hyènes, Molochs, vieilles démences, démons sinistres, ils mêlent les tours populaires, maternels, avec les poses et les tendresses bestiales. Ils interpréteraient des pièces nouvelles et des chansons "bonnes filles." Maîtres jongleurs, ils transforment le lieu et les personnes et usent de la comédie magnétique…
J'ai seul la clef de cette parade sauvage.
9. Départ
Assez vu. La vision s'est rencontrée à tous les airs.

Assez eu. Rumeurs de villes, le soir, et au soleil, et toujours.

Assez connu. Les arrêts de la vie. O Rumeurs et Visions!

Départ dans l'affections et le bruit neufs!

## Incisioni
Les Illuminations è stato registrato molte volte. Tra le versioni per tenore c'è una serie del 1963 di Pears e il compositore con la English Chamber Orchestra. Le versioni per soprano comprendono quelle di Jill Gomez e John Whitfield con l'Endymion Ensemble (registrata nel 1987) e di Felicity Lott e Steuart Bedford con la English Chamber Orchestra (registrata nel 1994).

## Versione per balletto
Il lavoro è stato coreografato da Sir Frederick Ashton e Richard Alston.